# کلود جیمسون
کلود جیمسون (انگلیسی: Claude Jameson؛ ۲۰ ژانویهٔ ۱۸۸۶ – ۱۲ فوریهٔ ۱۹۴۳) یک بازیکن فوتبال اهل ایالات متحده آمریکا بود.